# Callispa kilimana
Callispa kilimana là một loài bọ cánh cứng trong họ Chrysomelidae. Loài này được Kolbe miêu tả khoa học năm 1891.